# Temelucha conspicua
Temelucha conspicua là một loài tò vò trong họ Ichneumonidae.